# 2036: Nexus Dawn
2036: Nexus Dawn ist ein US-amerikanischer Kurzfilm von Luke Scott. Zusammen mit den Kurzfilmen Blade Runner Black Out 2022 und 2048: Nowhere to Run dient er als Prequel zum Spielfilm Blade Runner 2049 von Regisseur Denis Villeneuve. Der Film wurde am 30. August 2017 von Warner Bros. über YouTube veröffentlicht. Er befindet sich auch auf der Blu-ray-Veröffentlichung von Blade Runner 2049.

## Handlung
Im Los Angeles des Jahres 2036 darf der Unternehmer Niander Wallace in Anerkennung seiner Leistungen beim Magistrat sein Ansinnen vortragen, eine neue Generation von Replikanten zu produzieren.
Nach dem Anschlag im Jahr 2022 ist die Produktion von Replikanten untersagt. Wallace wird vom Komitee ermahnt, dass sein Wunsch illegal ist und nicht zur Debatte steht. Der Unternehmer weist darauf hin, dass die Erde stirbt und Replikanten-Arbeitskräfte dringend benötigt werden. Außerdem seien seine neuen Replikanten nicht mehr für den Menschen gefährlich. Sie würden nur so lange leben, wie der Kunde dafür bezahle. Sie würden niemals rebellieren. Sie würden nur gehorchen. Das Komitee zeigt sich davon unbeeindruckt.
Um seine Aussage zu beweisen, befiehlt er dem ihn begleitenden Replikanten, sich eine Waffe zu wählen. Der Replikant zerschlägt ein Glas und schneidet sich mit einer Scherbe ins Gesicht. Danach soll der Replikant zwischen Wallace’ Leben und seinem eigenen wählen. Der Replikant schneidet sich daraufhin die Kehle durch. Während die Magistraten dies schockiert zur Kenntnis nehmen, spricht Wallace erneut über die Implikationen der Entscheidung, die an diesem Tag getroffen werden müsse.